# Leonid Grigor'evič Judasin
Leonid Grigor'evič Judasin (in russo Леонид Григорьевич Юдасин?; Leningrado, 8 agosto 1959) è uno scacchista statunitense di origine sovietica.
Nato in una famiglia ebraica, si trasferì nel 1992 in Israele e nel 2002 negli Stati Uniti a New York.
Nel 1984 vinse il campionato di Leningrado, ottenendo dopo poco tempo il titolo di grande maestro.
Nel 1990 vinse, alla pari con Oleksandr Beljavs'kyj, Evgenij Bareev e Aleksej Vyžmanavin, il 57º Campionato sovietico.
Partecipò dal 1990 al 1996 a tre olimpiadi degli scacchi (nel 1990 con l'URSS, nel 1994 e 1996 con Israele), vincendo nel 1990 la medaglia d'oro di squadra e di bronzo individuale.
Ha vinto due volte, nel 1994 e 1996, il campionato di Israele.
Tra gli altri risultati i seguenti:
- 1988 : 1º al campionato sovietico di scacchi rapidi
- 1989 : 1º al torneo di Leningrado
- 1990 : 1º a Calcutta
- 1991 : 1º a Pamplona
- 1992 : 1º a Dos Hermanas
- 1993 : 1º a León, davanti a Topalov, Karpov, Vyžmanavin e Lékó
- 1994 : partecipa al campionato del mondo di Tripoli, ma nei quarti di finale perde contro Kramnik 2,5-4,5
- 1995 : 1º al Botvinnik Memorial di San Pietroburgo
- 1996 : 1º ad Haifa
- 1998 : 1º al torneo St. Petersburg White Knights di San Pietroburgo
- 2000 : 1º al torneo di Capodanno di Reggio Emilia 1999/2000
- 2004 : 1º a Montréal